# Jeanine Meerapfel
Jeanine Meerapfel (Buenos Aires, 14 giugno 1943) è una regista e sceneggiatrice argentina naturalizzata tedesca.

## Filmografia parziale
- Malou (1981)
- Die Verliebten (1987)
- La amiga (1988)
- Amigomío (1994)
- Annas Sommer (2001)
- Il mio amico tedesco (El amigo alemán) (2012)